# Channel Islands
Le Channel Islands, anche dette Isole Canale in italiano, sono un gruppo di 8 isole al largo della California meridionale, dalla quale sono separate tramite il canale di Santa Barbara.

## Descrizione
Le 8 isole facenti parte del gruppo sono divise fra tre contee californiane: quattro fanno parte della contea di Santa Barbara, due fanno parte della contea di Ventura e due di quella di Los Angeles. Le isole a loro volta sono divise in due gruppi, le Northern Channel Islands e le Southern Channel Islands. Le Northern Channel Islands, un tempo, facevano parte di un'unica isola chiamata Santa Rosae. L'arcipelago si estende per 258 km; l'isola più settentrionale è San Miguel e quella più meridionale è San Clemente.
Cinque delle isole (San Miguel, Santa Rosa, Santa Cruz, Anacapa, Santa Barbara) fanno parte del Channel Islands National Park e del Channel Islands National Marine Sanctuary, istituiti nel 1980. L'unica isola delle 8 ad avere una popolazione stabile e significativa è Santa Catalina, con le città di Avalon e Two Harbors, per una popolazione complessiva di circa 3700 persone.
Durante la seconda guerra mondiale, tutte le isole furono poste sotto il controllo dell'esercito e trasformate in avamposto militare ai fini di prevenire un ipotetico attacco giapponese alla California. Attualmente, solo le isole di San Nicolas e San Clemente sono sotto il controllo della marina militare statunitense, mentre è in corso di approvazione la richiesta fatta per fare di Santa Rosa un campo d'addestramento militare, il che renderebbe l'isola off-limits, con presunti benefici per la vita nel parco naturale circostante.
| Le otto Channel Islands al largo delle coste occidentali della California |          |          |                                  |                        |                            |
| Isola                                                                     | Area mi² | Area km² | Popolazione (censimento del 2000 | Contea di appartenenza | Altezza massima feet (m)   |
| Northern islands                                                          |          |          |                                  |                        |                            |
| Anacapa                                                                   | 1.14     | 2.95     | 3                                | Ventura                | Summit Peak, 930 (283)     |
| San Miguel                                                                | 14.57    | 37.74    | -                                | Santa Barbara          | San Miguel Hill, 831 (253) |
| Santa Cruz                                                                | 96.51    | 249.95   | 2                                | Santa Barbara          | Devils Peak, 2450+ (747+)  |
| Santa Rosa                                                                | 83.12    | 215.27   | 2                                | Santa Barbara          | Soledad Peak, 1589 (484)   |
| Southern islands                                                          |          |          |                                  |                        |                            |
| San Clemente                                                              | 56.81    | 147.13   | 3001)                            | Los Angeles            | Vista Point, 1965 (599)    |
| San Nicolas                                                               | 22.75    | 58.93    | 2001)                            | Ventura                | unnamed, 907 (276)         |
| Santa Barbara                                                             | 1.02     | 2.63     | -                                | Santa Barbara          | Signal Hill, 634 (193)     |
| Santa Catalina                                                            | 74.98    | 194.19   | 3696                             | Los Angeles            | Mount Orizaba, 2123 (648)  |
| Channel Islands                                                           | 350.89   | 908.79   | 3703                             |                        | Devils Peak, 2450+ (747+)  |
| 1) Installazioni della marina degli Stati Uniti                           |          |          |                                  |                        |                            |